# Caprihose

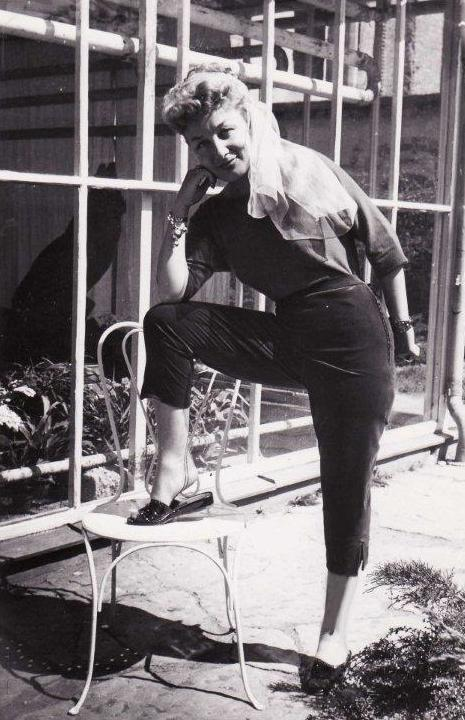
Mady Rahl trägt 1949 Sonja de Lennarts Caprihose.

Die Caprihose, auch 3/4-Hose oder Fischerhose genannt, ist eine in den 1940er Jahren entstandene, knie- bis wadenlange modische Damenhose.  Charakteristisch für die Caprihose ist die Länge: von unterhalb des Knies bis maximal zur Wadenmitte. Manchmal ermöglicht ein seitlicher Schlitz das Umkrempeln des Saums.

## Geschichte
Die deutsche Modedesignerin Sonja de Lennart kreierte von 1945 bis 1948 in ihrer Capri Collection neben einem Capri-Rock, einer Capri-Bluse, einem Capri-Gürtel und einem Capri-Hut auch die als Caprihose bezeichnete, eng anliegende, dreiviertellange Hose mit einem kurzen seitlichen Schlitz. Die ursprüngliche Caprihose hatte keine Hosentaschen.
Schon ein Jahr später trug die deutsche Schauspielerin Mady Rahl die sommerliche Form der Caprihose als Modell für Sonja de Lennart, 1950 folgte die österreichische Schauspielerin Erni Mangold für das Wintermodell.
Die Caprihose ist später von anderen Designern kopiert worden, unter anderem von Emilio Pucci, der zwar 1949 seine Boutique in Capri eröffnete, aber zu dieser Zeit bei seiner berühmten „Black and White Phase“ blieb (Sport-Kollektionen/Skikleidung) und jede seiner Creationen ausnahmslos unter seiner Marke „Emilio“ verkaufte. Erst Ende der 1950er, Anfang 1960er Jahre verkaufte auch er Sonja de Lennarts inzwischen durch die Filme mit Audrey Hepburn berühmt gewordene Caprihose in seiner Boutique. Obwohl auch der Name „Caprihose“ Sonja de Lennarts Wortschöpfung war – ihre Familie bereiste Capri seit der Jahrhundertwende – konnte Pucci nicht umhin, diese unter ihrer Wortschöpfung in seiner Boutique zu verkaufen. Dieses frühe Plagiat hat dazu geführt, dass Pucci lange Zeit als Erfinder der Caprihose galt.
Obwohl – oder gerade weil – die Caprihose in den 1950er Jahren geradezu revolutionär erschien, war sie ein Modehit. Sie wurde um die Hüften bequem geschnitten, jedoch unterhalb des Knies sehr eng, so dass ein seitlicher Schlitz notwendig wurde. Er konnte offen sein, oder mit Knöpfen oder einem Reißverschluss geschlossen werden. Ihr Bund war breit und miederartig, häufig hatte sie Bundfalten. Dazu wurden Ballerinas getragen. Die Caprihose löste Debatten über den Anstand der Trägerinnen und die Moralvorstellungen der Jugend aus. Um gesellschaftsfähig zu sein, konnte über der Caprihose ein passender Wickelrock getragen werden.
In den 2000er und 2010er Jahren erlebte die Caprihose immer wieder Comebacks, unter anderem auch in Form von Leggings. Als verlängerte Shorts werden 3/4-Hosen heute auch von Männern getragen.

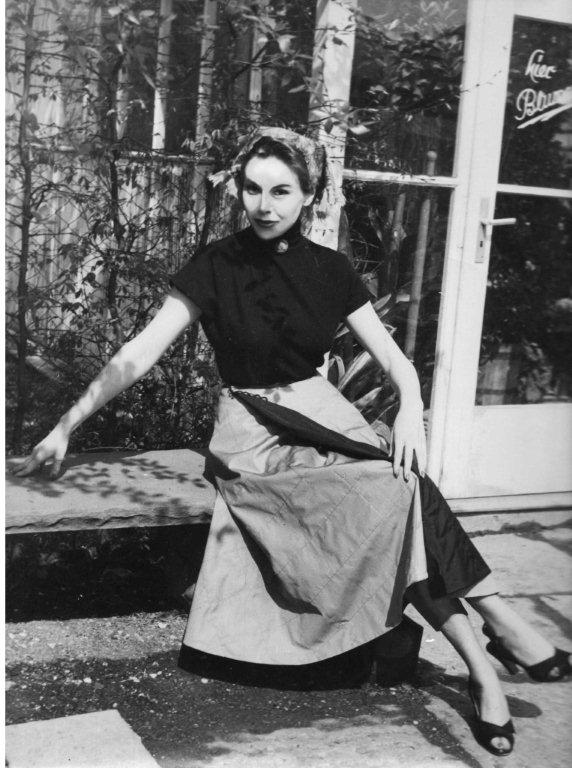
Caprihose von Sonja de Lennart mit darüber getragenem Wickelrock, 1950
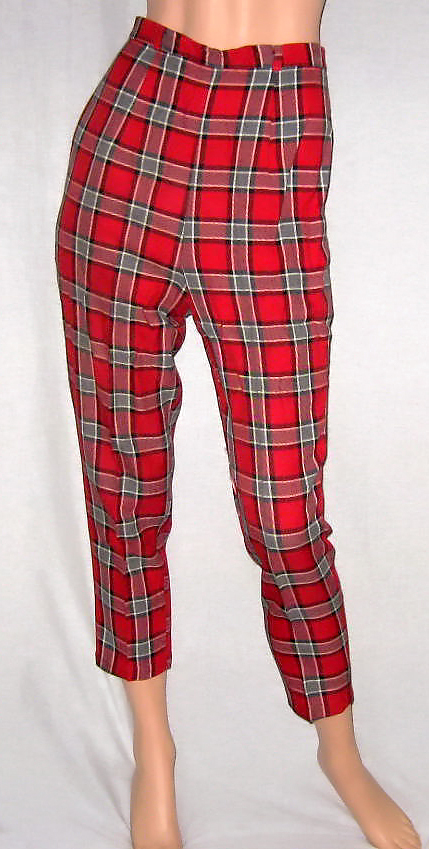
Caprihose aus den 1960er Jahren
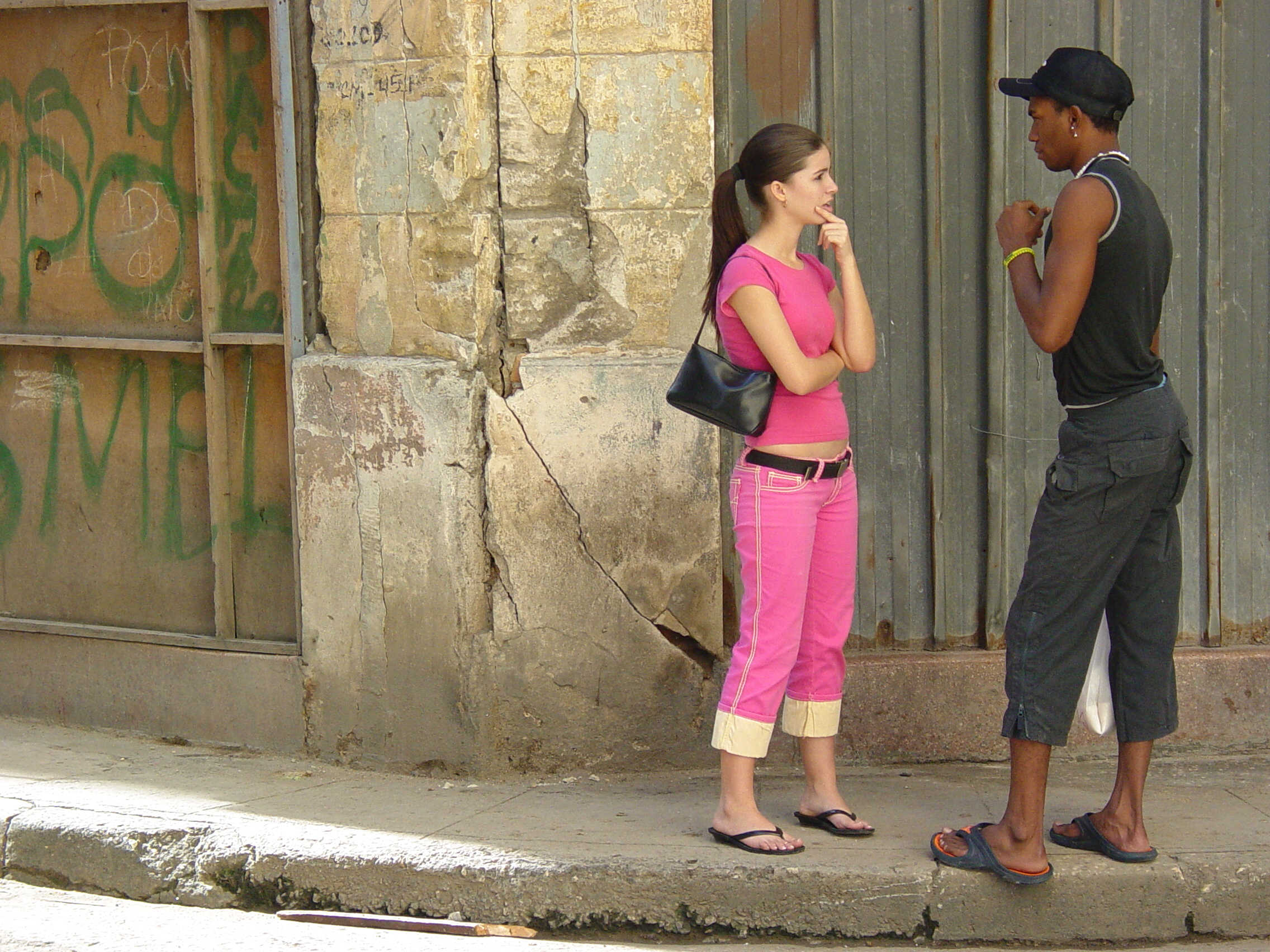
Ein Mann und eine Frau in 3/4-Hosen, 2006

## Berühmte Trägerinnen
Im Jahr 1952 ließ die Kostümbildnerin Edith Head die Caprihosen mit anderen Kleidungsstücken aus de Lennarts Capri-Kollektion, z. B. dem weitschwingenden Rock, der hochgeschlossenen Bluse und dem breiten Gurt, von den drei italienischen Schwestern Fontana (Sorelle Fontana) für Audrey Hepburn in dem Film Ein Herz und eine Krone herstellen. 1953 ließ auch Hubert de Givenchy Caprihosen für Audrey Hepburn schneidern, die sie im Film Sabrina (1954) trug.
Auch Doris Day, Jane Russell und Marilyn Monroe, Kim Novak, Sophia Loren, Jackie Kennedy und Anita Ekberg waren seinerzeit bekannte Trägerinnen dieser Hose. Ferner fand sie Eingang in die Existenzialistenlokale von Saint-Germain-des-Près: „Junge Frauen gefielen sich in schwarzen Rollis, schwarzen, engen Fischerhosen und flachen Sandalen, glatten langen Haaren und schwarzgeschminkten Augen à la Juliette Gréco“, wie Gundula Wolter berichtet.